# Terebra polygonia
Terebra polygonia é uma espécie de gastrópode do gênero Terebra, pertencente a família Terebridae.